# ویرجینیا سیتی (نوادا)
ورجینیا سیتی (به انگلیسی: Virginia City) شهری در ایالت مونتانا کشور ایالات متحده آمریکا است که جمعیت آن در سرشماری سال ۲۰۱۰ میلادی، ۱۹۰ نفر بوده‌است.